# Anotosaura collaris
Espèce
Anotosaura collaris est une espèce de sauriens de la famille des Gymnophthalmidae.

## Répartition
Cette espèce est endémique de l'État de Bahia au Brésil.

## Description
C'est un reptile assez petits, aux pattes petites voire atrophiées, diurnes, et ovipares.

## Publication originale
- Amaral, 1933 "1932" : Estudos sobre Lacertilios neotropicos. I. novos generos e especies de largartos do Brasil. Memorias do Instituto Butantan, vol. 7, p. 51-75.